# جان لایون
جان لایون (انگلیسی: Johann Lion؛ زادهٔ ۴ مارس ۱۹۷۲) بازیکن فوتبال اهل فرانسه است.
از باشگاه‌هایی که در آن بازی کرده‌است می‌توان به باشگاه فوتبال نانسی و باشگاه فوتبال تروا اشاره کرد.